# Zerynthia
Zerynthia (Ochsenheimer, 1816) là một chi bướm ngày thuộc họ Bướm phượng, phân họ Parnassiinae. Chi này có lịch sử phức tạp; có rất nhiều tên được đặc cho các loài của nó.

## Species
Zerynthia gồm các loài sau:
- Zerynthia caucasica - (Lederer, 1864)
- Zerynthia polyxena - (Denis & Schiffermüller, 1775)[2]
- Zerynthia rumina - (Linnaeus, 1758)[3]

## Hình ảnh

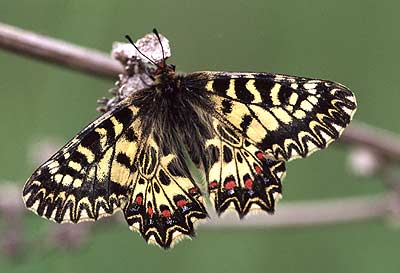
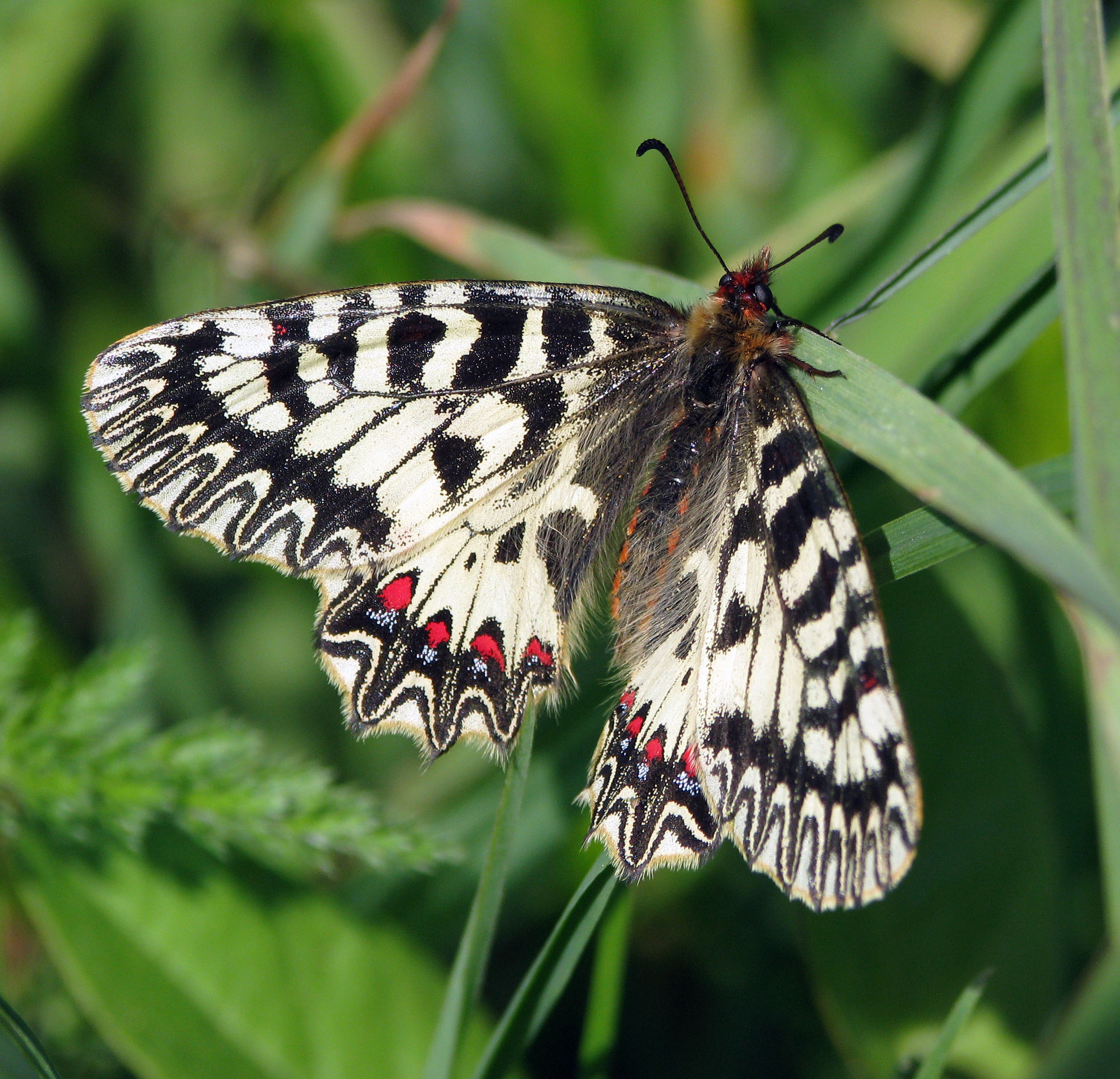
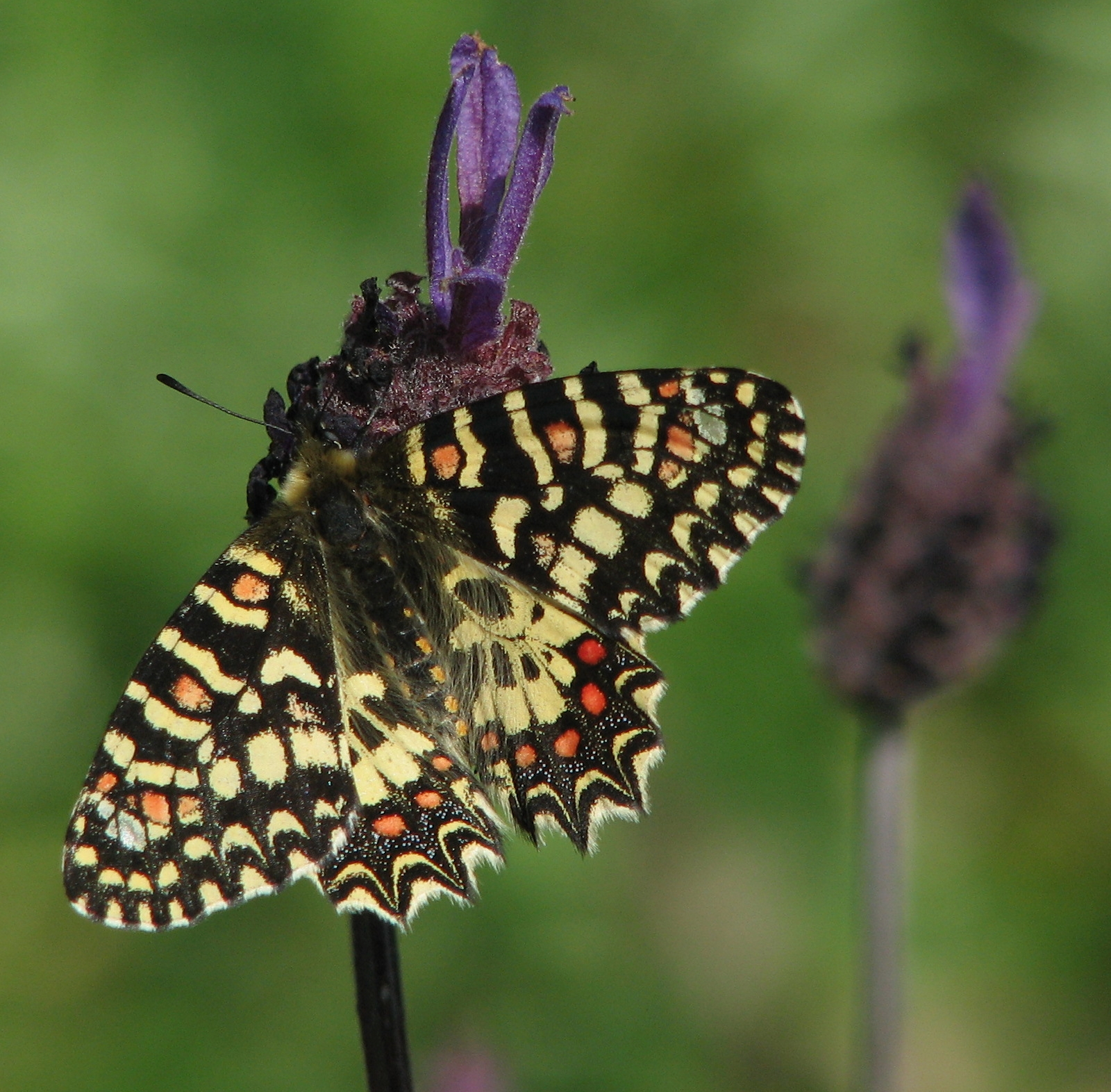
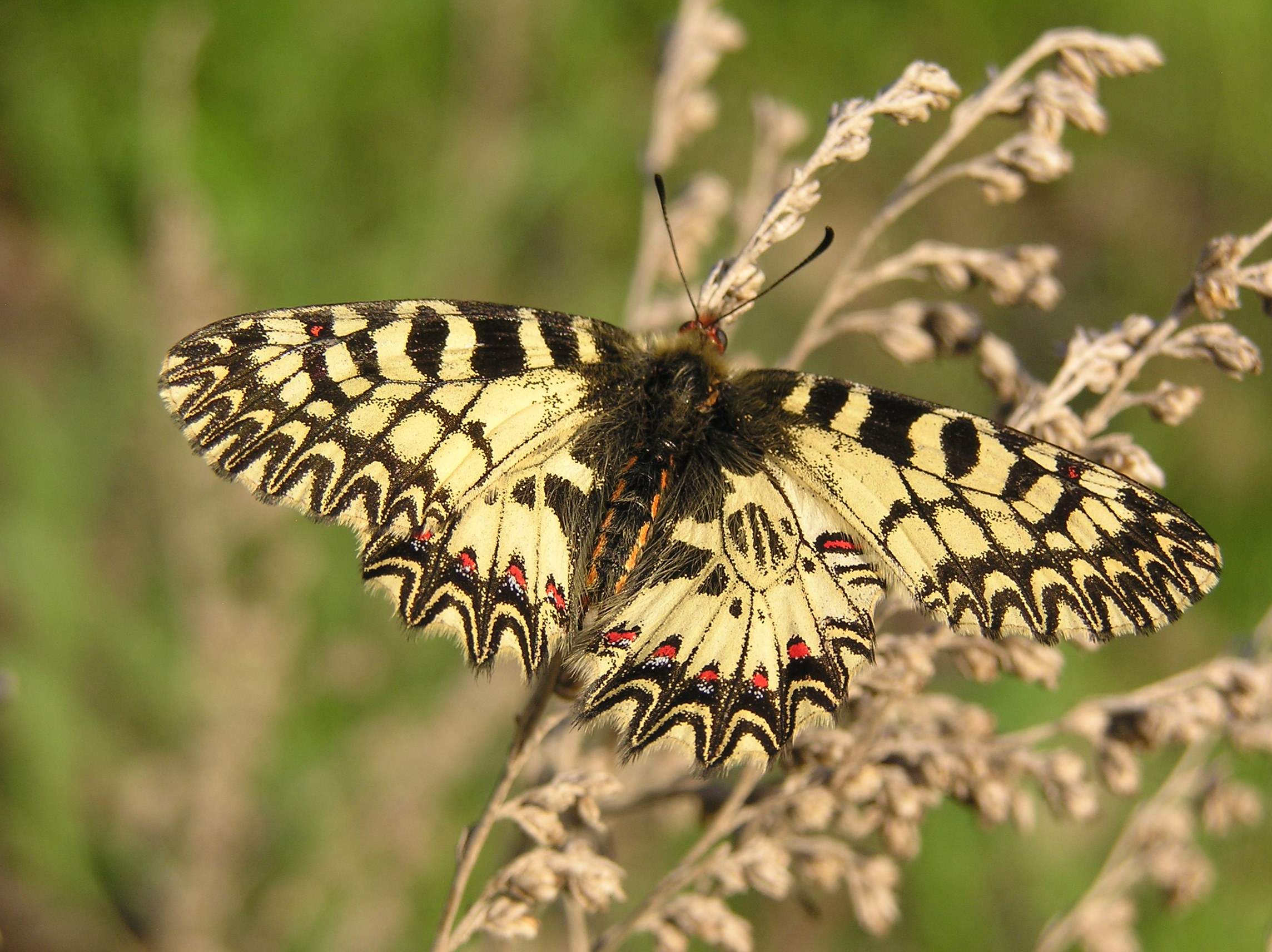
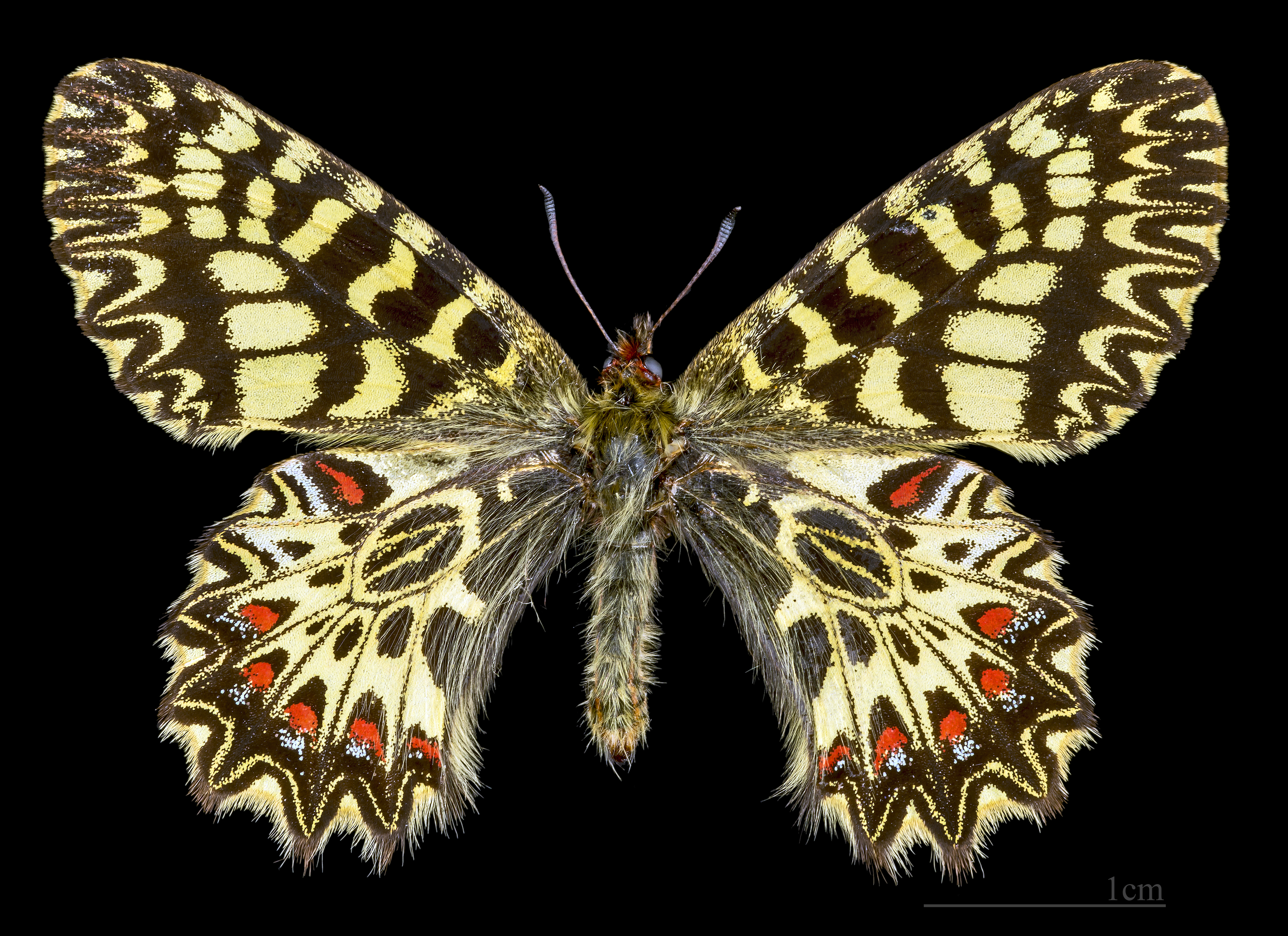